# Kristallporing
Kristallporing (Ceriporiopsis subvermispora) är en svampart som först beskrevs av Albert Pilát, och fick sitt nu gällande namn av Gilb. & Ryvarden 1985. Ceriporiopsis subvermispora ingår i släktet Ceriporiopsis och familjen Phanerochaetaceae.   Inga underarter finns listade i Catalogue of Life.
I den svenska databasen Dyntaxa används istället namnet Gelatoporia subvermispora för samma taxon.  Arten är reproducerande i Sverige.